# Яремчук Андрій Андрійович
Андрій Андрійович Яремчук (3 січня 1949, с. Коськів — 12 квітня 2020, м. Київ) — український журналіст, кінокритик; багаторічний редактор журналу «Українська культура». Заслужений журналіст України (1996).

## Біографія
Народився 3 січня 1949 року у с. Коськів Шепетівського району Хмельницької області в родині селянина. Закінчив факультет журналістики Київського державного університету ім. Т. Г. Шевченка (1972).

### Кар'єра
- 1972—1975 — кореспондент, завідувач відділу Херсонської обласної молодіжної газети «Ленінський прапор».
- 1975—1979 — завідувач відділу літератури і мистецтва в газеті «Молодь України».
- 1983—1985 — завідувач відділу українського кіно журналу «Новини кіноекрана».
- 1985—1988 — працює на кіностудії імені Олександра Довженка.
- 1988—1991 — заступник начальника управління кіновідео-мистецтва Міністерства культури України.[1]
- 1991—2009  — головний редактор журналу «Українська культура».[2]

В останні роки працював в Київській державній академії декоративно-прикладного мистецтва і дизайну імені Михайла Бойчука.
Автор близько 1000 публікацій.
Член Національної спілки кінематографістів України. Автор сценарію фільму «Богдан-Зіновій Хмельницький» (2002, у співавт.).

## Відзнаки
- премія «Незалежність» Київської спілки журналістів (1997)
- премія «Золоте перо» Національної спілки журналістів (1999)[1]
- мистецька премія «Київ»[3]